# Lampodesmus volvatus
Lampodesmus volvatus är en mångfotingart som beskrevs av Cook 1896. Lampodesmus volvatus ingår i släktet Lampodesmus och familjen Cryptodesmidae. Inga underarter finns listade i Catalogue of Life.